# McKeesport, Pennsylvania
McKeesport, Pennsylvania là một thành phố thuộc quận Allegheny trong tiểu bang Pennsylvania, Hoa Kỳ. Thành phố có diện tích 36 km², dân số theo điều tra năm 2010 của Cục điều tra dân số Hoa Kỳ là 19,731 người. McKeesport là thành phố lớn thứ 2 trong quận, xếp sau Pittsburgh.